# 超!恐竜王国2012
『超!恐竜王国2012』（ちょう！きょうりゅうおうこく2012）は、2012年8月5日から8月26日まで文化放送の超!A&G+で放送されていたインターネットラジオ番組（動画配信）である。パーソナリティは新田恵海。新田にとって初の単独パーソナリティ番組となる。

## 概要
2012年7月21日から9月23日まで幕張メッセで開催された『恐竜王国2012』のみどころと恐竜世界の魅力を伝えるラジオ番組。恐竜好きとして知られる声優の新田恵海がパーソナリティ兼ナビゲーターを務めた。8月5日、8月12日、8月19日、8月26日の全4回配信。 本番組の活躍がテレビ朝日の『業界トップニュース』のスタッフの目に留まり、新田は2012年9月1日に放送された「恐竜業界」の回にゲスト出演した。また、最終回で恐竜検定に向けて勉強していることを明らかにしていたが、2013年に全日本恐竜検定3級に合格したことを報告した。

## 番組内容

### コーナー
ふつおた
新田や恐竜に関するお便りを紹介するコーナー。
恐竜王国レポート
新田がリポーターとして『恐竜王国2012』を現地取材した模様を紹介するコーナー。第1回放送は恐竜王国レポートのコーナーのみで、現地ロケの模様が30分間配信された。第2回は「ティランノサウルス・インタラクティブ」と「ティランノサウルス・アイ」、第3回は「ティランノサウルス・バイトパワー」と「デジタル発掘体験」、第4回は「アンモナイト化石発掘」を体験した模様が紹介された。
新田恵海 恐竜博士への道
恐竜博士を目指し、恐竜に関するクイズに挑戦するコーナー。

### 音楽
テーマ曲
オープニングテーマ：「とっておきのキモチ」（歌：KUKO）
エンディングテーマ：「いつのまにか君を」（歌：小野正利）
オンエア曲
第2回：「愛は太陽じゃない？」（歌：高坂穂乃果（CV.新田恵海））
第3回：「HEARTFUL WISH」（新田恵海）
第4回：「風とキミの足跡」（新田恵海）

### ゲスト
- 第1回（2012年8月5日） - ドクタートミーこと、富田京一（『恐竜王国2012』ナビゲーター[9]）